# Puberteit
De puberteit (niet: pubertijd) is de periode waarin kinderen zich tot volwassenen ontwikkelen. Ze worden geslachtsrijp en ontwikkelen zich lichamelijk tot volwassenen. In het algemeen valt de puberteit tussen het tiende en achttiende levensjaar.

## Woordbetekenis
Het woord puberteit is een afgeleide van het Latijnse woord pubescere, wat bedekt zijn met haar betekent. Deze definitie komt voort uit de ontwikkeling van haargroei in de schaamstreek, onder de oksels en op de benen. Puberen kan als werkwoord gebruikt worden voor de manier waarop jongeren zich ogenschijnlijk onvoorspelbaar gedragen en zich tegen het gezag van opvoeders verzetten.

## Fysiologisch mechanisme

1 Follikelstimulerend hormoon - FSH
2 Luteïniserend hormoon - LH
3 Progesteron
4 Oestrogeen
5 Hypothalamus
6 Hypofyse
7 Ovarium (Eierstok)
8 Zwangerschap - hCG (Human chorionic gonadotropin)
9 Testosteron
10 Zaadbal
11 Positieve stimulus
12 Prolactine - PRL

Primair wordt de puberteit op gang gebracht door veranderingen in de hormoonspiegels in het bloed. Deze hormonen worden achtereenvolgens geproduceerd door de hypothalamus, hypofyse en de gonaden (eierstokken of zaadballen). Het samenspel van deze drie organen is de hypothalamische-hypofysaire-gonadale-as. Voor de puberteit is de productie van de hypofysaire en gonadale hormonen laag. Aan het begin van de puberteit valt de remming van het hormoon gonadotropin-releasing hormone (GnRH) in de hypothalamus weg. Als gevolg hierop worden in de hypofyse de gonadotrope hormonen FSH en LH aangemaakt.
Voor de puberteit is er al een cyclus aanwezig van GnRH-productie, gevolgd door pulsaties van FSH- en LH-secretie. Een paar uur later volgt de secretie van testosteron en oestrogeen. Vroeg en midden in de puberteit nemen de frequentie en hoeveelheden van FSH- en LH-secretie toe. Dit komt omdat de remming door middel van negatieve feedback afneemt (het eindproduct remt de productie van GnRH). Hierdoor worden de gonaden aangezet om testosteron of oestrogeen te maken. Bij meisjes stimuleert FSH de rijping van de eierstokken, functie van de granulosacellen (aanmaken geslachtshormonen) en secretie van oestradiol. LH zorgt voor de ovulatie, formatie van het gele lichaam (corpus luteum) en secretie van progesteron. In het begin zorgt oestradiol voor remming van FSH en LH, maar later zorgt het juist voor stimulatie. Hierdoor wordt de secretie van FSH en LH cyclisch. De hoeveelheid oestradiol neemt geleidelijk aan toe en zorgt voor rijping van de geslachtswegen en ontwikkeling van de borsten.
Bij jongens stimuleert LH de interstitiële cellen van de testikels om testosteron te maken. FSH stimuleert de aanmaak van spermatocyten in de aanwezigheid van testosteron. In de zaadballen wordt ook inhibine gemaakt in de Sertoli-cellen. Inhibine is een eiwit dat de secretie van FSH remt. Tijdens de puberteit stijgt de testosteronspiegel tot meer dan 20 keer zo hoog als prepubertaal. De testosteronspiegel hangt ook samen met de lichamelijke ontwikkeling en rijping van de botten.
Tijdens de puberteit vindt een groeispurt plaats, deze kost veel energie. Uit onderzoek is gebleken dat zowel het leptinegehalte, als ook aanwezige glucose en vetzuren in het bloed invloed hebben op de overgang naar puberteit.

### Parallellen bij dieren
Bij varkens is gebleken dat aanwezigheid van soortgenoten daarnaast ook nog invloed heeft op de leeftijd waarop vruchtbaarheid bereikt wordt. Zeugen worden sneller vruchtbaar wanneer zij gehouden worden met een groter aantal soortgenoten (10 of meer zeugen). Kleinere groepen (2-3 zeugen) werden duidelijk later vruchtbaar dan de grotere groepen. Daarnaast verlaagt zowel bij varkens als bij koeien de aanwezigheid van een mannelijk dier de leeftijd van overgang naar puberteit. Hoewel dit fenomeen bij mensen nog weinig onderzocht is, is de kans groot dat een soortgelijk verschil te vinden is.

## Lichamelijke veranderingen
Tijdens de puberteit begint de productie van geslachtscellen en kan in principe voortplanting plaatsvinden. De secundaire geslachtskenmerken ontwikkelen zich. Een wetenschappelijke beschrijving daarvan zijn de zogenaamde Tannerstadia.

### Bij meisjes

De ontwikkeling van de borsten en schaamhaar

De puberteit bij meisjes doorloopt verschillende stadia. Over het algemeen begint het met de borstontwikkeling (thelarche) onder invloed van de toenemende oestrogeenspiegel in het bloed. Dit vindt meestal plaats tussen de leeftijd van 8 tot 12 jaar. De groeispurt begint iets later dan de borstontwikkeling. De ontwikkeling van de lichaamsbeharing (pubarche, adrenarche) start kort na de thelarche onder invloed van androgenen die in de bijnier geproduceerd worden. Ongeveer 2 jaar na start van de puberteit wordt een meisje voor het eerst ongesteld (menarche). Op dat moment is er nog een totale lengtegroei van 6–8 cm te verwachten. Deze verschillende stadia van de puberteit hebben altijd een grote overlap met elkaar en verlopen niet altijd gelijk. Het stadium van de puberteit wordt daarom altijd apart bepaald voor de ontwikkeling van schaamhaar (als afspiegeling van androgeenstatus) en borsten (als afspiegeling van de gonadale as). Dit wordt de stadiëring volgens Tanner genoemd.
De ontwikkeling van de borsten wordt voornamelijk gestimuleerd door oestrogenen uit de eierstokken. Andere hormonen spelen echter ook een rol. De grootte en vorm van de borsten wordt bepaald door genetische factoren en voeding. De kenmerken van de tannerstadia zijn echter bij alle meisjes aanwezig. In het eerste stadium neemt met name de diameter van het tepelhof (areola) toe en ontstaat een knopvormige verheffing van de areola. De diameter van de tepel zelf verandert nauwelijks. In stadia 4 en 5 (volwassen stadium) neemt deze diameter pas toe. Waarschijnlijk gebeurt dit door de toename van oestrogeensecretie ten tijde van de menarche. De areolae worden ook donkerder.
Andere kenmerken van oestrogeenactiviteit zijn het groter worden van de binnenste en buitenste schaamlippen (labia minora en labia majora). Het slijmvlies, de mucosa, van de vagina verandert wat van kleur. De normaal gesproken rode kleur verandert in lichtroze. De lengte van de vagina neemt toe en er vindt productie plaats van witte vaginale afscheiding voor de menarche. De menarche vindt meestal 2 jaar na de start van de thelarche plaats. In Nederland gebeurt dit gemiddeld op de leeftijd van 13 jaar en vier maanden. Het ontstaan van een typische vrouwelijke vorm (brede heupen, relatief kleine taille) gebeurt ook onder invloed van oestrogenen. Minder duidelijke kenmerken van de vroege puberteit zijn het groter worden van de eierstokken, baarmoeder en clitoris.
Ook de lichaamsbeharing ontwikkelt zich, met name het schaamhaar, in de oksels en op de benen. Dit gebeurt onder invloed van adrenerge en ovariële androgenen, voornamelijk het adrenerge hormoon dehydro-epiandrosteron (DHEA). De ontwikkeling van het schaamhaar begint met donzig, niet-gepigmenteerd haar dat op de buitenste schaamlippen groeit. Vervolgens wordt het haar dikker, donkerder en begint te krullen, maar de verdeling is nog niet volledig volgens het volwassen patroon. Uiteindelijk ontstaat de typische structuur van een omgekeerde driehoek. Androgenen zorgen tevens voor de groei van de binnenste schaamlippen (labia minora) en clitoris.
Kort na het begin van de puberteit vindt de groeispurt plaats. De prepubertale groei is ongeveer 6–7 cm per jaar. In de puberteit neemt dit bij meisjes toe tot ongeveer 8,3 cm per jaar, bij een leeftijd van gemiddeld 11,5 jaar. Deze toename is bij meisjes minder snel dan bij jongens (10–15 cm per jaar), maar begint wel eerder in de puberteit. Bij deze groei speelt naast oestrogeen het groeihormoon een belangrijke rol. Dit hormoon wordt deels onder invloed van oestrogeen afgescheiden. Als gevolg hiervan komt insulin like growthfactor-I (IFG-I) vrij en zorgt voor lineaire lengtegroei. Uiteindelijk zullen de groeischijven sluiten onder invloed van oestrogenen. Gewichtstoename is ook lineair, maar loopt als het ware achter op de toename in lengte.
Tijdens deze periode begint ook de menstruele cyclus, de menarche. De menarche is vaak een jaar na het begin van de groeispurt en 2 jaar na thelarche. Dit tijdstip is echter individueel erg verschillend. Genetische factoren, voeding, lichaamsbeweging, overgewicht en chronische ziekte kunnen alle het moment van menarche beïnvloeden. Wel wordt gezien dat de leeftijd van menarche gemiddeld gezien aan het dalen is in ontwikkelde landen. Dit ligt waarschijnlijk aan betere voeding en minder lichaamsbeweging.
Tegen het einde van de puberteit worden de laatste tannerstadia bereikt. 95% van alle pubers hebben dit stadium bereikt bij de leeftijd van 17-18 jaar.

### Bij jongens

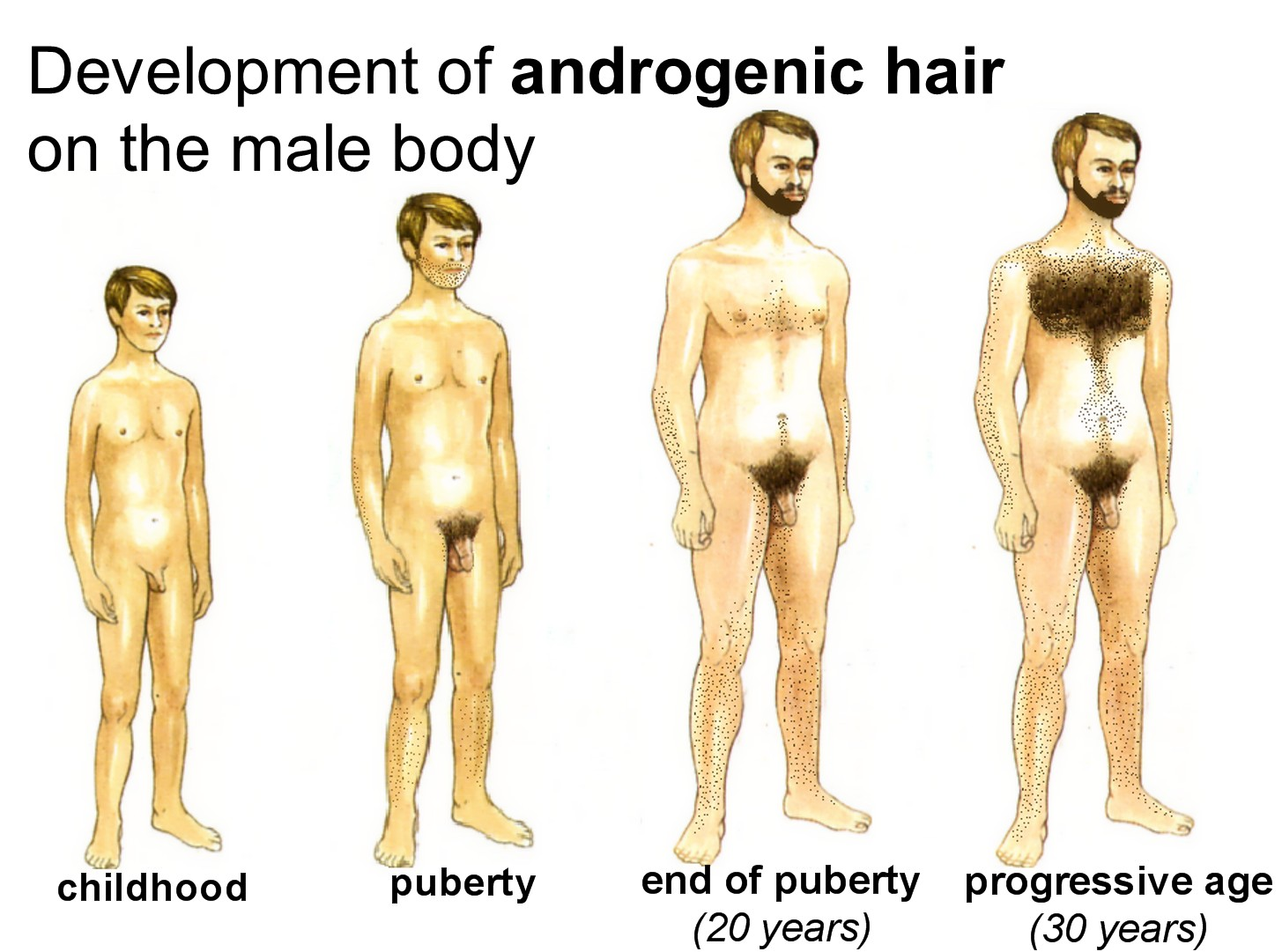
Secundaire geslachtskenmerken bij de man

De tannerstadia bij jongens

Het eerste teken van de puberteit bij jongens is vaak het groter worden van de zaadballen. De lengte wordt groter dan 2,5 cm (de bijbal niet meegerekend), dit komt overeen met een volume van ongeveer 4 mL. De groei is voornamelijk het gevolg van de ontwikkeling van de zaadbuisjes. Dit gebeurt onder invloed van FSH. Een klein deel van de groei ontstaat door toename van Leydigcellen, onder invloed van LH. De huid van het scrotum wordt ook dunner en meer gepigmenteerd. De groei van de penis volgt pas na het groter worden van de testikels. In tannerstadium 3 vindt lengtegroei van de penis plaats. In het vierde stadium groeit de penis verder in de lengte en wordt ook dikker. De zaadballen nemen ook toe in volume. Vervolgens bereiken de zaadballen een volwassen volume (12-25 mL) en de penis een volwassen grootte (12–17 cm in lengte, 10–13 cm in omtrek)
De groei van schaamhaar ontstaat door zowel adrenerge als testiculaire afscheiding van androgenen. Dit wordt apart gestadieerd van de ontwikkeling van de geslachtsorganen. De ontwikkeling van schaamhaar begint meestal met donzig, ongepigmenteerd haar bij de basis van de penis. Het haar wordt hierna dikker en wordt donkerder. Het breidt zich uit in een driehoekige vorm. Uiteindelijk groeit het schaamhaar door naar de binnenkant van de benen en bij de meeste mannen door tot op de buik, meestal tot aan de navel.
Ook op andere plaatsen op het lichaam vindt haargroei plaats onder invloed van androgenen. Dit is meestal op het gezicht (baardgroei), oksels, benen. Bij sommige mannen vindt ook prominente haargroei op de borst, rug en billen plaats.
Op ongeveer 13-jarige leeftijd vindt de spermarche plaats. Op deze leeftijd zijn dan spermacellen te vinden in de ochtendurine. Dit komt meestal overeen met een tannerstadium van 3/4 van de genitaliën en 2-4 van schaamhaar. Aanwezigheid van spermacellen in de urine (spermaturie) komt met name in de vroege puberteit voor. In de latere fasen van de puberteit begint het optreden van ejaculaties. Orgasmes zijn hiervoor wel mogelijk, maar leiden niet tot ejaculatie. In deze fase is het optreden van een ejaculatie nodig om spermacellen in de urine te kunnen vinden. In het begin zijn de spermacellen meestal niet beweeglijk en blijven kort in leven. Ze zijn dus verminderd in staat om een eicel te kunnen bevruchten. Na een aantal maanden treedt er rijping op van de zaadcellen waardoor deze zeker wel in staat zijn om een eicel te kunnen bevruchten. Bij ongeveer twintig procent van de jongens vindt de eerste zaadlozing plaats in een natte droom.
Een verandering die samengaat met een toegenomen productie van testosteron is de toename van het groeihormoon. Samen zorgen deze hormonen voor toename van de lichaamslengte. Prepubertaal bedraagt deze 4–6 cm per jaar en in de puberteit neemt dit toe tot wel 10–15 cm per jaar. Deze groei vindt plaats gedurende ongeveer 4 jaar. De groei stopt uiteindelijk door het sluiten van de groeischijven onder invloed van oestrogenen.
Andere veranderingen die optreden onder invloed van testosteron zijn:
- Groei van de prostaat, zaadblaasjes en bijbal.
- Vergroting van de larynx en dikker worden van de stembanden, met als gevolg het zwaarder worden van de stem.
- Toegenomen spiermassa (onder invloed van testosteron) en toegenomen hematocriet
- Verhoogd libido

## Psychische veranderingen
Tijdens de puberteit wordt het kind zelfstandiger en onafhankelijker van de gemeenschap waar het opgroeide. Sterke en plotselinge stemmingswisselingen zijn niet ongewoon. Het vermogen abstract te denken ontwikkelt zich. Interesse in seksualiteit ontstaat.
In Nederland heeft in de derde klas van de middelbare school 40% van de pubers seks met een partner gehad. Dit percentage stijgt naar ongeveer 60% na de vijfde klas.

## Verschil tussen puberteit bij jongens en meisjes
Hoewel de leeftijd waarop de puberteit begint per persoon verschilt, begint het bij meisjes gemiddeld 1 tot 2 jaar eerder dan bij jongens (de puberteit begint bij meisjes tussen de 9 en de 14 jaar en bij jongens van 10-17 jaar). Ook verloopt de ontwikkeling bij meisjes sneller. Meisjes bereiken hun volwassen lengte en zijn geslachtsrijp na ongeveer vier jaar na het verschijnen van de eerste secundaire geslachtskenmerken. Jongens daarentegen, doen er zes jaar over en groeien relatief langzamer.
Bij mannen is testosteron, een androgeen, het belangrijkste hormoon. Testosteron zorgt voor vrijwel alle mannelijke secundaire geslachtskenmerken, maar een bijproduct ervan is oestradiol. Echter, de hoeveelheid neemt later en langzamer toe dan bij meisjes. Jongens zijn ongeveer 2 cm kleiner dan meisjes voor het begin van de puberteit, maar volwassen mannen zijn gemiddeld 13 cm langer dan vrouwen. Dit verschil ontstaat door het relatief late begin en langzame ontwikkeling van jongens. Dat wordt op zijn beurt weer veroorzaakt door de langzame toename van oestradiol.
Het belangrijkste hormoon bij de ontwikkeling van meisjes is oestradiol, een oestrogeen. Oestradiol zorgt voor de groei van de borsten en de baarmoeder. Het zorgt ook voor de groei van het lichaam in het algemeen. De hoeveelheid oestradiol neemt sneller toe en bereikt hogere concentraties dan bij jongens.

## Geschiedenis
In de middeleeuwen gingen kinderen van hun tiende tot en met twaalfde jaar de puberteit in. Door de komst van de industriele revolutie ging de leeftijd waarop kinderen de puberteit bereiken omhoog. In de 19de eeuw gingen kinderen gemiddeld van hun vijftiende tot en met zestiende leeftijd de puberteit in. Sinds die tijd daalt de gemiddelde leeftijd waarop kinderen de puberteit bereiken weer.

## Peuterpuberteit
Naar analogie met de echte puberteit wordt bij peuters soms ook van een peuterpuberteit gesproken als ze een fase bereiken dat ze zich bewust worden van hun eigen wil. Hierdoor wordt de peuter ongezeglijker. Dit kan leiden tot het weigeren van medewerking (bijvoorbeeld niet in het winkelwagentje willen zitten) of het blijven vragen om iets dat hij of zij graag wil (en het desnoods zelf proberen te pakken) en uiteindelijk driftbuien.